# Neuallkofen
Neuallkofen ist ein Gemeindeteil der Gemeinde Mintraching im oberpfälzischen Landkreis Regensburg.
Die Siedlung Neuallkofen liegt etwa fünfhundert Meter nordöstlich von Allkofen und etwa drei Kilometer nordöstlich von Mintraching auf der Gemarkung Rosenhof. Neuallkofen hat 164 Einwohner (Hauptwohnsitz; Stand: 31. Dezember 2023).

## Geschichte
Zum 1. Mai 1978 wurde die Gemeinde Rosenhof fast vollständig in die Gemeinde Mintraching eingemeindet. Zu diesem Zeitpunkt war Neuallkofen noch kein amtlich benannter Gemeindeteil. Die erste Nennung in einem Amtlichen Ortsverzeichnis für Bayern erfolgte in der Ausgabe von 1991. Bei der am 25. Mai 1987 durchgeführten Volkszählung gab es in Neuallkofen 21 Wohngebäude mit 29 Wohnungen und 91 Einwohnern.